# Interstate 43
L'Interstate 43 (I-43) è un'autostrada interstatale degli Stati Uniti che si estende per 308,27 chilometri e collega Beloit con Howard, passando per Milwaukee.

## Percorso
| INTERSTATE 43 |                          | |                |        |                                                                                            | |
| Contea        | Località                 | mi!!align="center"\|km!!align="center"\|Uscita!!align="center"\|Destinazione!!align="center"\|Note |                |        |                                                                                            | |
| Rock          | Beloit                   | 0,00                                                                                               | 0,00           | 1      | WIS 81 ovest (Milwuakee Road) - Beloit I-39 / I-90 – Chicago, Madison                      | Segnate come uscite 1A (I-39 sud/I-90 est) e 1B (I-39 nord/I-90 ovest); la carreggiata prosegue verso ovest come WIS 81 (Milwaukee Road); I-39/I-90 uscita 185 |
| Rock          | Town of Turtle           | 1,43                                                                                               | 2,30           | 2      | CTH-X (Hart Road)                                                                          | |
| Rock          | Town of Clinton          | 6,97                                                                                               | 11,22          | 6      | WIS 140 – Clinton, Avalon                                                                  | |
| Walworth      | Town of Darien           | 14,99                                                                                              | 24,12          | 15     | US 14 – Janesville, Darien, Whitewater                                                     | |
| Walworth      | Town of Darien           | 17,92                                                                                              | 28,84          | 17     | CTH-X – Delavan, Darien                                                                    | |
| Walworth      | Town of Delavan          | 21,13                                                                                              | 34,01          | 21     | WIS 50 – Delavan, Lake Geneva                                                              | |
| Walworth      | Elkhorn                  | 25,81                                                                                              | 41,54          | 25     | WIS 67 – Elkhorn, Williams Bay                                                             | |
| Walworth      | Town of Lafayette        | 27,45                                                                                              | 44,18          | 27     | US 12 – Madison, Lake Geneva                                                               | Segnate come uscite 27A (US 12 est) e 27B (US 12 ovest) |
| Walworth      | Town of Lafayette        | 28,98                                                                                              | 46,64          | 29     | WIS 11 – Elkhorn, Burlington                                                               | |
| Walworth      | Town of Lafayette        | 34,04                                                                                              | 54,78          | 33     | CTH-D (Bowers Road) – Honey Creek                                                          | |
| Walworth      | Town of East Troy        | 36,78                                                                                              | 59,19          | 36     | WIS 120 – East Troy, Lake Geneva                                                           | |
| Walworth      | East Troy                | 38,54                                                                                              | 62,02          | 38     | WIS 20 – East Troy, Waterford                                                              | |
| Waukesha      | Mukwonago                | 43,84                                                                                              | 70,55          | 43     | WIS 83 - Waterford, Mukwonago                                                              | Estremità sud-occidentale per il nome della Rock Freeway |
| Waukesha      | Big Bend                 | 50,71                                                                                              | 81,61          | 50     | WIS 164 (Big Bend Road) – Waukesha, Big Bend                                               | |
| Waukesha      | New Berlin               | 54,11                                                                                              | 87,08          | 54     | CTH-Y (Racine Avenue) – Muskego                                                            | |
| Waukesha      | New Berlin               | 56,99– 57,04                                                                                       | 91,72– 91,80   | 57     | CTH-O (Moorland Road)                                                                      | |
| Waukesha      | New Berlin               | 58,88                                                                                              | 94,76          | 59     | To WIS 100 (Layton Avenue)                                                                 | Uscita in direzione nord e ingresso in direzione sud |
| Milwaukee     | Greenfield               | 60,92                                                                                              | 98,04          | 60     | US 45 sud / WIS 100 (108th Street)                                                         | Concorrenza all'estremità meridionale degli Stati Uniti 45; uscita in direzione sud e ingresso in direzione nord, l'uscita in direzione nord è tramite l'uscita 59 |
| Milwaukee     | Greenfield               | 61,09                                                                                              | 98,31          | 61     | I-41 nord (Zoo Freeway) / I-894 ovest / US 41 nord / US 45 nord – Fond du Lac, Madison     | Estremità occidentale della concorrenza I-41/I-894; estremità settentrionale della concorrenza degli Stati Uniti 45; segnata come uscita 4 in direzione sud; la concorrenza utilizza i numeri di uscita I-894; all'estremità nord-orientale del nome della Rock Freeway; all'estremità occidentale del nome dell'autostrada dell'aeroporto; Hale Interchange |
| Milwaukee     | Greenfield               | 62,49                                                                                              | 100,57         | 5      | 76th Street (CTH-U), 84th Street                                                           | Segnate come uscite 5A (South 76th Street) e 5B (South 84th Street) |
| Milwaukee     | Greenfield               | 62,78                                                                                              | 101,03         | 5A     | WIS 24 ovest (Forest Home Avenue)                                                          | Uscita in direzione sud e ingresso in direzione nord |
| Milwaukee     | Greenfield               | 63,51                                                                                              | 102,21         | 7      | 60th St.                                                                                   | |
| Milwaukee     | Greenfield               | 64,51                                                                                              | 103,82         | 8      | WIS 36 (Loomis Road)                                                                       | |
| Milwaukee     | Milwaukee                | 65,55– 65,56                                                                                       | 105,49– 105,51 | 9      | WIS 241 (27th Street)                                                                      | Segnate come uscite 9A (WIS 241 sud) e 9B (WIS 241 nord) in direzione sud |
| Milwaukee     | Milwaukee                | 66,22– 66,25                                                                                       | 106,57– 106,62 | 10 316 | I-41 sud (Autostrada Nord-Sud) / I-94 est / US 41 sud – Chicago, Aeroporto Mitchell        | Estremità orientale della concorrenza I-41/I-894/US 41; estremità meridionale della concorrenza I-94; firmato come uscite 10A (I-43 nord/I-94 ovest) e 10B (I-41 sud/I-94 est/US 41 sud) in direzione nord e senza numero (I-94 est/US 41 sud) e uscita 316 (I-43 sud/I-894 ovest) in direzione ovest; la concorrenza utilizza i numeri di uscita I-94; all'estremità orientale del nome dell'autostrada dell'aeroporto; estremità meridionale del nome dell'autostrada nord-sud; Mitchell Interchange |
| Milwaukee     | Milwaukee                | 67,73– 68,30                                                                                       | 109,00– 109,92 | 314    | Holt Avenue, Howard Avenue                                                                 | Segnate come uscite 314A (Holt Avenue) e 314B (Howard Avenue) in direzione sud |
| Milwaukee     | Milwaukee                | 70,01– 70,56                                                                                       | 112,67– 113,56 | 312    | Becher Street, Mitchell Street, Lapham Boulevard, Greenfield Avenue, Lincoln Avenue        | Segnate come uscite 312A (Lapham Boulevard) e 312B (Becher Street) in direzione sud |
| Milwaukee     | Milwaukee                | 71,26                                                                                              | 114,68         | 311    | WIS 59 (National Avenue) / 6th Street                                                      | |
| Milwaukee     | Milwaukee                | 71,73                                                                                              | 115,44         | 310C   | I-794 (Autostrada Est-Ovest) – Lakefront, Port of Milwaukee                                | Marquette Interchange; segnata come uscita 72B in direzione sud; I-794 uscita 1 |
| Milwaukee     | Milwaukee                | 71,86                                                                                              | 115,65         | 310B   | I-94 ovest (Autostrada Est-Ovest) – Madison                                                | Estremità settentrionale della concorrenza I-94; Marquette Interchange; segnata come uscita 72D in direzione sud |
| Milwaukee     | Milwaukee                | 72,25                                                                                              | 116,28         | 72A    | Michigan Street, 10th Street                                                               | Uscita in direzione nord e ingresso in direzione sud |
| Milwaukee     | Milwaukee                | 72,44                                                                                              | 116,58         | 72C    | MKilbourn Avenue                                                                           | Uscita solo in direzione nord |
| Milwaukee     | Milwaukee                | 72,74                                                                                              | 117,06         | 72E    | US 18 (Highland Avenue, 11th Street)                                                       | Uscita in direzione sud e ingresso in direzione nord |
| Milwaukee     | Milwaukee                | 72,91                                                                                              | 117,34         | 73A    | WIS 145 (Fond du Lac Avenue, McKinley Avenue)                                              | |
| Milwaukee     | Milwaukee                | 73,70                                                                                              | 118,61         | 73B    | North Avenue                                                                               | |
| Milwaukee     | Milwaukee                | 74,67                                                                                              | 120,17         | 74     | Locust Street                                                                              | |
| Milwaukee     | Milwaukee                | 75,40– 74,46                                                                                       | 121,34– 119,83 | 75     | Keefe Avenue, Atkinson Avenue                                                              | |
| Milwaukee     | Milwaukee                | 75,94– 76,16                                                                                       | 122,21– 122,57 | 76     | WIS 57 / WIS 190 (Capitol Drive, Green Bay Avenue)                                         | Nessuna uscita in direzione sud per WIS 57 in direzione nord; segnate come uscite 76A (WIS 57/WIS 190 est) e 76B (WIS 57/WIS 190 ovest) in direzione nord |
| Milwaukee     | Glendale                 | 76,93                                                                                              | 123,81         | 77     | Hampton Avenue                                                                             | Uscita in direzione sud e ingresso in direzione nord; segnalate come uscite 77A (est) e 77B (ovest) |
| Milwaukee     | Glendale                 | 78,03– 78,05                                                                                       | 125,58– 125,61 | 78     | Silver Spring Drive, Port Washington Road                                                  | |
| Milwaukee     | River Hills              | 80,13                                                                                              | 128,96         | 80     | CTH-PP (Good Hope Road)                                                                    | |
| Milwaukee     | Bayside                  | 82,03                                                                                              | 132,01         | 82     | WIS 32 / LMCT est per CTH-W (Brown Deer Road) WIS 100 ovest (Brown Deer Road)              | Estremità meridionale della concorrenza WIS 32; firmato come uscite 82A (WIS 32 est) e 82B (WIS 100 ovest) |
| Ozaukee       | Mequon                   | 83,58                                                                                              | 134,51         | 83     | CTH-W (Port Washington Road)                                                               | Uscita in direzione nord e ingresso in direzione sud; diventerà un interscambio completo nel 2023 |
| Ozaukee       | Mequon                   | 85,25– 85,28                                                                                       | 137.20– 137.24 | 85     | WIS 57 sud / WIS 167 ovest (Mequon Road)                                                   | Estremità meridionale della concorrenza WIS 57 |
| Ozaukee       | Mequon                   | 87,41                                                                                              | 140,67         | 87     | Highland Road                                                                              | |
| Ozaukee       | Town of Grafton          | 89,33                                                                                              | 143,76         | 89     | CTH-C (Pioneer Road) – Cedarburg                                                           | |
| Ozaukee       | Grafton                  | 92,14                                                                                              | 148,28         | 92     | WIS 60 ovest (Washington Street) / CTH-Q est (Ulao Road) – Grafton, Cedarburg, Ulao        | |
| Ozaukee       | Town of Grafton          | 93,56– 93,58                                                                                       | 150,57– 150,60 | 93     | WIS 32 nord (Spring Street) / CTH-V sud (Grafton Avenue) / LMCT - Grafton, Port Washington | Estremità settentrionale della concorrenza WIS 32; estremità settentrionale dell'autostrada nord-sud |
| Ozaukee       | Saukville                | 96,66                                                                                              | 155,56         | 96     | WIS 33 (Grand Avenue) – Saukville, Port Washington                                         | |
| Ozaukee       | Town of Saukville        | 97,54                                                                                              | 156,98         | 97     | WIS 57 nord - Fredonia, Random Lake, Waldo, Plymouth                                       | Estremità settentrionale della concorrenza WIS 57; uscita in direzione nord e ingresso in direzione sud |
| Ozaukee       | Town of Port Washington  | 100,73                                                                                             | 162,11         | 100    | WIS 32 sud (Wisconsin Street) / CTH-H ovest / LMCT - Fredonia, Port Washington             | Estremità meridionale della concorrenza WIS 32; CTH-H è l'ex WIS 84 |
| Ozaukee       | Town of Belgium          | 107,57                                                                                             | 173,12         | 107    | CTH-D – Belgium, Lake Church                                                               | |
| Sheboygan     | Town of Holland          | 112,82                                                                                             | 181,57         | 113    | WIS 32 nord – Cedar Grove                                                                  | Estremità settentrionale della concorrenza WIS 32 |
| Sheboygan     | Town of Holland          | 116,71– 116,74                                                                                     | 187,83– 187,87 | 116    | CTH-AA (Foster Road) – Oostburg                                                            | |
| Sheboygan     | Town of Wilson           | 120,36– 120,39                                                                                     | 193,70– 193,75 | 120    | CTH-V / CTH-OK (South Business Drive) – Waldo, Sheboygan                                   | |
| Sheboygan     | Town of Sheboygan        | 123,31– 123,35                                                                                     | 198,45– 198,51 | 123    | WIS 28 (Washington Avenue) / CTH-A / CTH-TA / LMCT – Sheboygan, Sheboygan Falls            | |
| Sheboygan     | Sheboygan                | 125,90                                                                                             | 202,62         | 126    | WIS 23 (Kohler Memorial Drive) – Sheboygan, Plymouth                                       | |
| Sheboygan     | Town of Sheboygan        | 128,60                                                                                             | 206,96         | 128    | WIS 42 (Calumet Drive) – Sheboygan, Howards Grove                                          | |
| Sheboygan     | Town of Mosel            | 131,50                                                                                             | 211,63         | 131    | Rowe Road / Golf Event Traffic                                                             | Ingresso in direzione sud, uscita in direzione nord; rampa solo per eventi per Whistling Straits |
| Manitowoc     | Town of Centerville      | 137,57                                                                                             | 221,40         | 137    | CTH-XX – Kiel, Cleveland                                                                   | Ex WIS 149 |
| Manitowoc     | Town of Newton           | 144,17                                                                                             | 232,02         | 144    | CTH-C – St. Nazianz, Newton                                                                | |
| Manitowoc     | Manitowoc                | 149,76                                                                                             | 241,02         | 149    | US 51 sud (Calumet Avenue) / WIS 42 / LMCT – Manitowoc, Fond du Lac                        | Capolinea settentrionale della US 151 e I-43 Alt |
| Manitowoc     | Manitowoc                | 151,72                                                                                             | 244,17         | 152    | US 10 (Waldo Boulevard) / CTH-JJ nord – Manitowoc, Sturgeon Bay                            | Concorrenza all'estremità meridionale della US 10; a Sturgeon Bay non segnata in direzione sud |
| Manitowoc     | Town of Manitowoc Rapids | 154,75                                                                                             | 249,05         | 154    | US 10 ovest / WIS 310 – Appleton, Two Rivers                                               | Estremità settentrionale della concorrenza della US 10 |
| Manitowoc     | Town of Kossuth          | 157,80                                                                                             | 253,95         | 157    | CTH-V – Mishicot, Francis Creek                                                            | |
| Manitowoc     | Town of Kossuth          | 160,53                                                                                             | 258,35         | 160    | CTH-K – Kellnersville                                                                      | |
| Manitowoc     | Town of Cooperstown      | 164,24                                                                                             | 264,32         | 164    | WIS 147 / CTH-Z – Maribel, Mishicot, Two Rivers                                            | Mishicot non segnata in direzione sud, Two Rivers non segnata in direzione nord |
| Brown         | Denmark                  | 170,83                                                                                             | 274,92         | 171    | WIS 96 / CTH-KB – Greenlaf, Denmark                                                        | |
| Brown         | Town of Ledgeview        | 177,99                                                                                             | 286,45         | 178    | US 141 (Main Street) / CTH-MM per WIS 29 – Bellevue, Kewaunee                              | |
| Brown         | Bellevue                 | 180,49                                                                                             | 290,47         | 180    | WIS 172 ovest per I-41 / US 41 / WIS 32 – Aeroporto Straubel                               | |
| Brown         | Bellevue                 | 181,71                                                                                             | 292,43         | 181    | CTH-JJ / Manitowoc Road                                                                    | |
| Brown         | Green Bay                | 183,20– 183,23                                                                                     | 294,83– 294,88 | 183    | CTH-V / Mason Street                                                                       | |
| Brown         | Green Bay                | 185,39– 185,42                                                                                     | 298,36– 298,40 | 185    | WIS 54 / WIS 57 / LMCT (University Avenue) – Sturgeon Bay, Algoma, Green Bay               | |
| Brown         | Green Bay                | 187,60– 187,63                                                                                     | 301,91– 301,96 | 187    | Webster Avenue, East Shore Drive                                                           | |
| Brown         | Green Bay                | Leo Frigo Memorial Bridge sul Fiume Fox                                                            |                |        |                                                                                            | |
| Brown         | Green Bay                | 189,60                                                                                             | 305,15         | 189    | Atkinson Drive                                                                             | |
| Brown         | Howard                   | 191,40– 191,76                                                                                     | 308,03– 308,61 | 192B   | I-41 sud / US 41 sud per WIS 29 – Appleton                                                 | Uscita in direzione nord e ingresso in direzione sud; uscita 170B sulla I-41; nessun accesso alla US 141 sud; capolinea settentrionale della I-41 |
| Brown         | Howard                   | 191,40– 191,76                                                                                     | 308,03– 308,61 | 192A   | US 41 / US 141 nord / LMCT – Marinette, Iron Mountain                                      | Uscita 170B sulla US 41 |

| Legenda   |                     |
| Grigio    | Chiusa/ex           |
| Verde     | Termine concorrenza |
| Rosso     | Accesso incompleto  |
| Arancione | Futura uscita       |
| Blu       | Telepedaggio        |
| 1 mi      | 1,609 km            |
| 1 km      | 0,621 mi            |